# کوه‌های سروات
کوه‌های سروات (عربی: جِبَالُ ٱلسَّرَوَاتِ، آوانگاری: Jibāl as-Sarawāt) رشته‌کوهی در بخش غربی شبه‌جزیره عربستان است که به موازات ساحل تهامه در دریای سرخ کشیده شده و کوه‌های فیفا، عسیر و حجاز و نیز کوه‌های مدین را در بر می‌گیرد.
این کوه‌ها از استان عسیر در جنوب عربستان سعودی آغاز شده و تا خلیج عدن در جنوب و امتداد تمامی ساحل غربی یمن ادامه دارد.
همه ارتفاعات بالای ۳۰۰۰ متر این کوه‌ها در یمن قرار دارد و بلندترین قله آن به نام جبل النبی شعیب در نزدیکی صنعا با ارتفاع ۳٬۶۶۶ متر بلندترین قله شبه‌جزیره عربستان به‌شمار می‌رود.
وجود پلنگ عربی در این کوه‌ها گزارش شده‌است. بابون مقدس نیز در هر دو کشور عربستان و یمن وجود دارد.